# JYP Entertainment
JYP Entertainment Corporation (Hangul: 제이와이피엔터테인먼트) is een Zuid-Koreaans multinationaal entertainmentbedrijf opgericht door Park Jin-young in 1997. Het bedrijf opereert voornamelijk als platenlabel, artiestenmanagementbureau en muziekproductiebedrijf. Het heeft kantoren in Seoul, Tokio, Beijing en Los Angeles. Het is een van de beroemdste en meest invloedrijke platenlabels in de K-pop-industrie.
Het bureau wordt beschouwd als een van de grootste managementmaatschappijen in Zuid-Korea  samen met SM Entertainment en YG Entertainment. De waarde van het bedrijf wordt geschat op ruim honderd miljoen dollar. In een interview stelt Park Jin-young dat zijn succes het resultaat is van het veranderen van zijn artiesten in "merken".
JYP Entertainment opereert niet alleen en wordt geassocieerd met andere entertainmentbedrijven. Big Hit Entertainment, AQ Entertainment, J. Tune Entertainment zijn de belangrijkste dochterondernemingen, maar JYP Entertainment heeft ook sterke relaties met Cube Entertainment, het voormalige label van 4Minute, LOEN Entertainment en Starship Entertainment.
JYP Entertainment is de thuisbasis van muziekgroepen 2PM, Day6, Twice, Stray Kids, Itzy, Xdinary Heroes en Nmixx. Het label produceert ook internationaal groepen zoals NiziU en Nexz in Japan, en Vcha in de Verenigde Staten.

## Geschiedenis

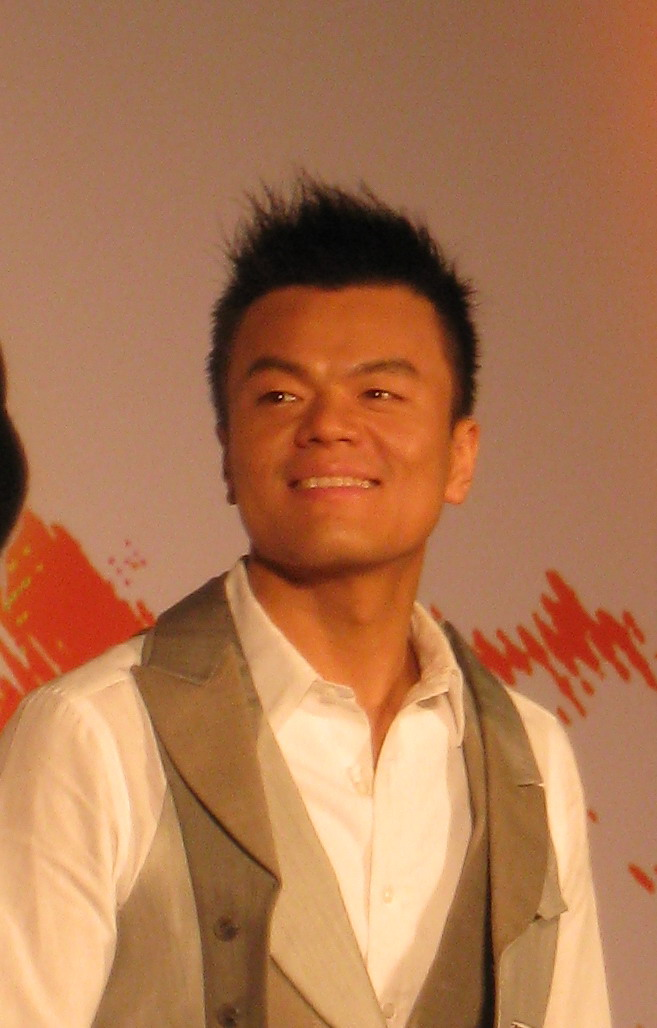
Park Jin-young, oprichter van JYP Entertainment.

Park Jin-young richtte het bedrijf in 1997 op onder de naam Tae-Hong Planning Corporation, dat in 2001 JYP Entertainment werd.
Park Jin-young opende in 2007 een Amerikaanse vestiging, JYP USA, in New York met de bedoeling Koreaanse artiesten op te leiden voor de Amerikaanse markt. In oktober 2008 breidde het bureau opnieuw uit met een nieuwe vestiging in China, het JYP Beijing Center.
In december 2010 maakte Park Jin-young bekend dat J. Tune Entertainment en JYP Entertainment zouden fuseren. De algemene vergadering van aandeelhouders van J. Tune Entertainment vond plaats op 16 februari 2011 en resulteerde in de verkiezing van Park Jin-young en Jung Wook als bestuursleden. J. Tune ging officieel op in JYP Entertainment.
In 2011 besloten JYP Entertainment, SM Entertainment, YG Entertainment, KeyEast, Ament en Star J Entertainment hun krachten te bundelen en één bureau op te richten met de naam "UAM" (United Asia Management) om K-pop wereldwijd te promoten. Door hun krachten te bundelen zijn deze zes agentschappen van plan de Koreaanse golf om te vormen tot de "Aziatische golf" en stemden ze ermee in een nationaal agentschap en een systeem van samenwerking en casting met de rest van Azië op te richten.
Op 9 december 2013 werd bekend dat JYP Entertainment had besloten sublabel AQ Entertainment te liquideren. Na de liquidatie zouden Miss A en Baek Ah Yeon alleen nog onder JYP Entertainment vallen.

## Dochterondernemingen
- JYP Entertainment Japan Inc.
- JYP Entertainment Hong Kong Ltd.
  - Beijing Cultural Exchange Ltd. (JYP China)
    - Beijing Fanling Culture Media
    - Beijing Shisung Entertainment (32%, joint venture met Tencent)
      - (NCC) New Creative Contents Entertainment
- JYP Publishing Co., Ltd.
  - JYP Publishing USA
- JYP Pictures Inc.
- JYP Entertainment Thailand Inc. (2013-2021)
- JYP Three Sixty Corp.
- JYP USA Inc.
- JYP Partners[5]

### Gelieerd
- DearU (18%, met SM Entertainment)[6]
- Zen Kosmetikos (19%)[7]
- Beyond Live Corporation (13%, met SM Entertainment)[8]

## Huidige artiesten
Alle artiesten onder JYP Entertainment staan gezamenlijk bekend onder de naam JYP Nation. De artiesten van JYP Entertainment zijn onderverdeeld in verschillende divisies die verantwoordelijk zijn voor management en creatieve activiteiten.
| Divisie      | Groepen                               | Solo-artiesten                                   |
| ------------ | ------------------------------------- | ------------------------------------------------ |
| #1 One Label | - 2PM - Stray Kids - 3Racha           | - Jang Woo-jong - Jun. K - Lee Jun-ho - Nichkhun |
| #2 Blu:m     | - Itzy (Zuid-Korea)                   | - Aya Nakamura (Frankrijk)                       |
| #3 Stride    | - Twice (Zuid-Korea) - MiSaMo (Japan) | - J. Y. Park (Zuid-Korea) - Diego (Frankrijk)    |
| #4 SQU4D     | - Nmixx                               |                                                  |
| Studio J     | - Day6 - Even of Day - Xdinary Heroes |                                                  |
| JYP China    | - Boy Story                           | - Yao Chen                                       |
| JYP Japan    | - NiziU - Nexz                        |                                                  |
| JYP VS       | - Vcha                                |                                                  |

## Acteurs
In juli 2019 kondigde JYP Entertainment wijzigingen aan met betrekking tot haar acteursmanagementdivisie. Nu wordt het gezamenlijk beheerd met het bureau NPIO Entertainment.
Lijst met acteurs:
- Lee Jun-ho
- Choi Yoon-je
- Kang Hoon
- Kim Dong-hee
- Lee Si-woo
- Park Seo-ham
- Ryu Seung-soo
- Shin Eun-soo
- Shin Ye-eun
- Yang Byeong-yeol

## Voormalige artiesten
Groepen en artiesten die voorheen onder JYP Entertainment vielen:

### Groepen
- Ryang-hyun Ryang-ha (2000–2004)
- g.o.d (1999–2005)
- Noel (2002–2007)
- Wonder Girls (2007–2017)[13]
  - Hyuna (2006–2008)
  - Sohee (2006–2014)
  - Sunye (2006–2014)
  - Sunmi (2006–2017)
  - Yeeun (2006–2017)
  - Yubin (2007–2020)
  - Hyerim (2010–2020)
- 2AM (2008–2010, 2014–2017)
- Miss A (2010–2017)[14]
  - Jia (2010–2016)
  - Min (2010–2017)
  - Fei (2010–2018)
  - Suzy (2010–2019)
- 15& (2012–2019)[15]
- Stray Kids : Woojin (2017–2019)[16]
- Got7 (2014–2021)[17]
- Day6 :
  - Junhyeok (2015–2016)[18]
  - Jae (2015–2022)[19]
- 2PM :
  - Jay Park (2008–2010)
  - Taecyeon (2008–2018)[20]
  - Chansung (2008–2022)[21]
- Nmixx : Jinni (2022)

### Solisten
- Pearl (1997–2000)
- Park Ji-yoon (2000–2003)
- Rain (2002–2007)[22]
- Byul (2002–2006)
- Lim Jeong-hee (2005–2012)[23]
- San E (2010–2013)[24]
- Joo (2008–2015)[25]
- G.Soul (2015–2017)[26]
- Jeon So-mi (2014–2018)[27]
- Baek A-yeon (2012–2019)[28]
- Bernard Park (2014–2022)[29]

## Partnerschappen

### Labeldistributeurs
- Zuid-Korea : Dreamus Company (sinds 2018)[30]
- China : Tencent Music Entertainment (sinds 2021)[31]
- China : NetEase Music (sinds 2024)[32]
- Verenigde Staten : Imperial Music / Republic Records (sinds 2020)[33]
  - Internationaal : Virgin Music Group (sinds 2023)[34]

### Overigen
- Concertpromotor: Live Nation Entertainment[35]